# Shorea maxwelliana
Shorea maxwelliana là một loài thực vật thuộc họ Dipterocarpaceae. Loài này có ở Indonesia và Malaysia. Chúng hiện đang bị đe dọa vì mất môi trường sống.